# Opstandelsen (kalkmaleri)
 For alternative betydninger, se Opstandelsen (flertydig). (Se også artikler, som begynder med Opstandelsen)
Opstandelsen er et kalkmaleri fra første halvdel af det 15. århundrede (cirka 1430-1450) udført af Unionsmesteren som udsmykning i Undløse Kirke.
Undløse Kirke har to loftshvælvinger, der hver er firdelte, og som alle har velbevarede kalkmalerier af Unionsmesteren. Det ene hvælv har motiver knyttet til Jesu fødsel samt legenden om Skt. Laurentius (kirkens skytshelgen), mens det andet hvælv over alteret har motiver relateret til Jesu opstandelse, himmelfarten, pinse og dommedag. Det er her, man finder Opstandelsen.
Kirkens kalkmalerier skal sættes i stand for 6,8 millioner kroner, som er bevilget fra privat donation i 2012.

## Motivet
Centralt i det trekantede felt, som udgøres af den del af hvælvingen, hvor billedet er malet, står Jesus, let genkendelig med glorie om hovedet. Han er på vej op af den sarkofag, som han (ikke helt i overensstemmelse med evangeliernes beskrivelse) har ligget i. Man ser huller fra naglerne på hånden, hvor han har været fæstet til korset, og man ser såret i hans side efter nedtagningen fra korset. Omkring sarkofagen står fire sløvt udseende romerske soldater og kigger forundret på ham. Jesus har det mest farvestrålende tøj på, lige som hans hår har en klar gylden farve. Hans hoved peger op mod spidsen af trekanten, der er udsmykket med bladranker, der måske skal illustrere Helligånden, der er på vej til at hente Jesus op til sin far. Til venstre ud for en soldats ansigt ser man nogle træstammer, og der er andre naturfragmenter i billedet.
Nederst til venstre ser man en person med en spændt armbrøst pegende direkte ned på menigheden, mens man nederst til højre ser en anden person, let foroverbøjet, med en kande og et krus; også han skuer ned over menigheden.

## Kulturkanonen
Opstandelsen er optaget i Kulturkanonen, og kanonudvalget beskriver billedet med ord som "artistiske penselføring", "motiviske originalitet" og "Kvaliteter, vi kalder æstetiske, Formelle og stilistisk fremragende"